# Calciatrice islandese dell'anno
Il titolo di calciatrice islandese dell'anno (in islandese Knattspyrnukona ársins) è un premio calcistico assegnato annualmente alla migliore giocatrice di calcio femminile di nazionalità islandese.

## Storia
Dopo che dal 1973 la federazione calcistica dell'Islanda aveva istituito un riconoscimento sportivo, Calciatore dell'anno, con selezioni che comprendevano sia atleti maschi che femmine ma che vide premiata una donna solo nel 1994, Ásta Breiðfjörð Gunnlaugsdóttir giocatrice del Breiðablik, nel 1997 venne deciso di separare i due premi per permettere maggiore visibilità al calcio femminile.
Fino al 2004 il premio era assegnato alle sole calciatrici che fino alla stagione precedente avevano giocato in squadre nazionali, cambiando dopo quella data criteri di valutazione, affidata a una giuria di funzionari, allenatori e ex giocatori. Grazie a questa modifica l'anno successivo, il 2005, si aggiudicò il premio Ásthildur Helgadóttir che giocava nel campionato svedese con il Malmö FF Dam fin dal 2003.

## Albo d'oro

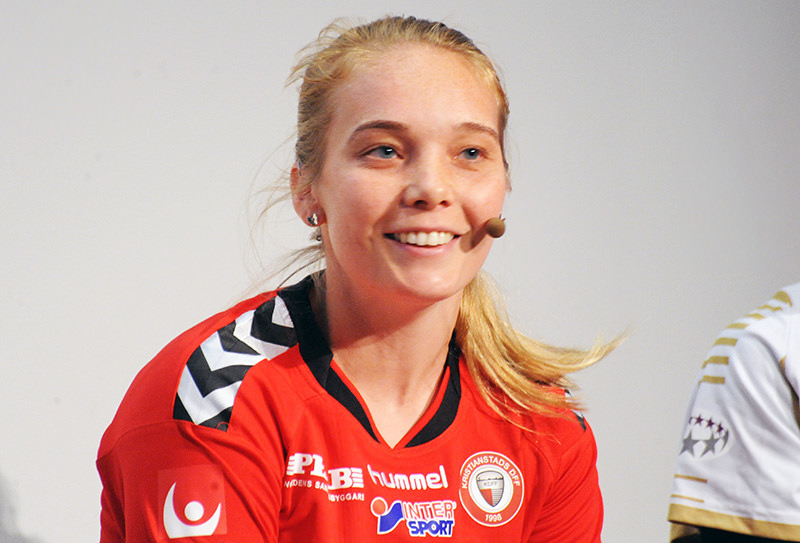
Margrét Lára Viðarsdóttir, con cinque riconoscimenti è in testa alla classifica di calciatrice islandese dell'anno.

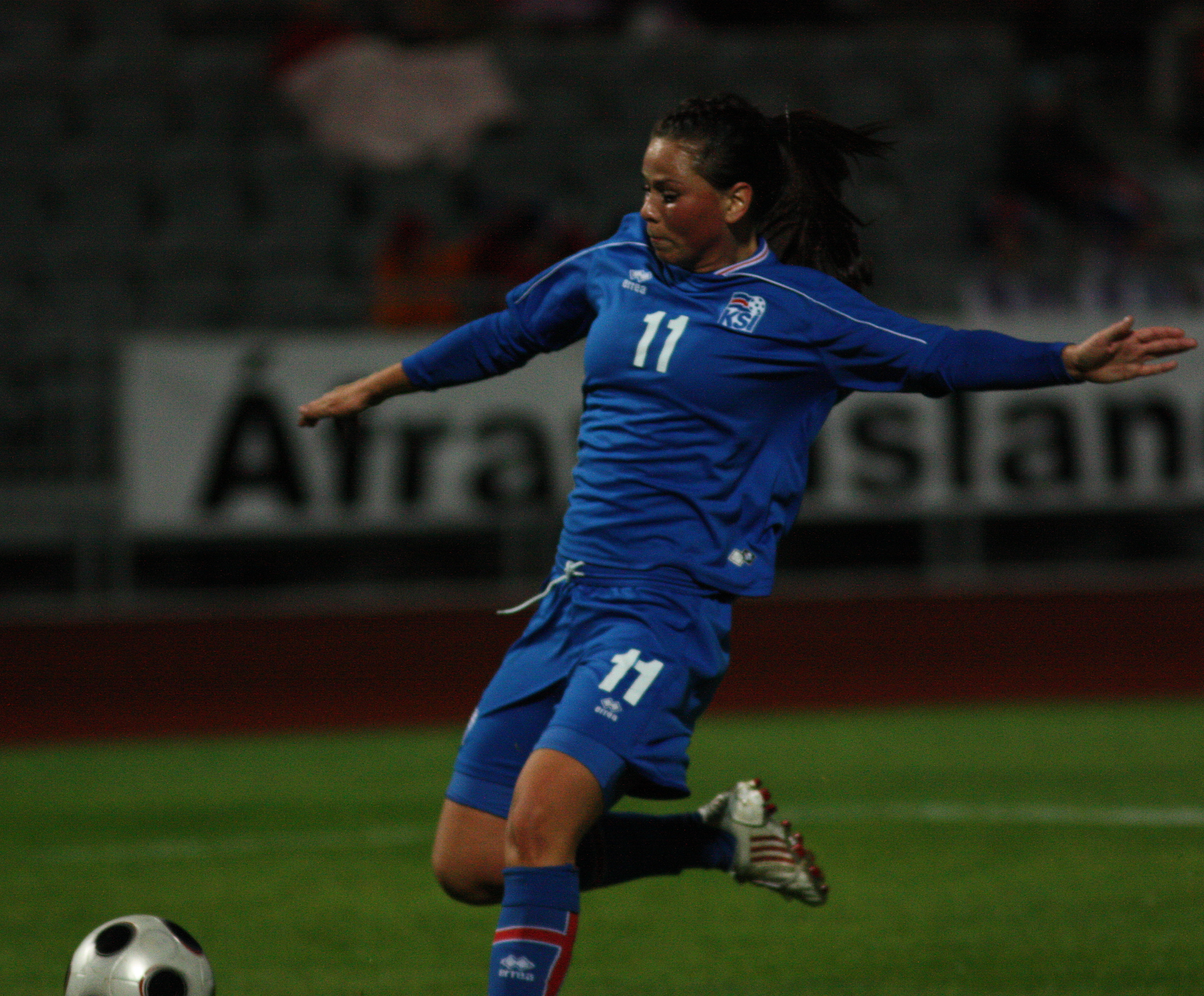
Sara Björk Gunnarsdóttir, qui ritratta nel 2009, ha ricevuto il premio due volte.

| Anno | Nome                        | Squadra             |
| ---- | --------------------------- | ------------------- |
| 1997 | Guðrún Jóna Kristjánsdóttir | KR Reykjavík        |
| 1998 | Katrín Jónsdóttir           | Kolbotn             |
| 1999 | Guðlaug Jónsdóttir          | KR Reykjavík        |
| 2000 | Rakel Ögmundsdóttir         | Breiðablik          |
| 2001 | Olga Færseth                | KR Reykjavík        |
| 2002 | Ásthildur Helgadóttir       | KR Reykjavík        |
| 2003 | Ásthildur Helgadóttir       | KR Reykjavík        |
| 2004 | Margrét Lára Viðarsdóttir   | ÍBV Vestmannæyja    |
| 2005 | Ásthildur Helgadóttir       | Malmö FF            |
| 2006 | Margrét Lára Viðarsdóttir   | Valur               |
| 2007 | Margrét Lára Viðarsdóttir   | Valur               |
| 2008 | Margrét Lára Viðarsdóttir   | Valur               |
| 2009 | Þóra Björg Helgadóttir      | Kolbotn             |
| 2010 | Hólmfríður Magnúsdóttir     | Phil. Independ.     |
| 2011 | Margrét Lára Viðarsdóttir   | Kristianstads DFF   |
| 2012 | Þóra Björg Helgadóttir      | LdB Malmö           |
| 2013 | Sara Björk Gunnarsdóttir    | LdB Malmö           |
| 2014 | Harpa Þorsteinsdóttir       | Stjarnan            |
| 2015 | Sara Björk Gunnarsdóttir    | Rosengård           |
| 2016 | Sara Björk Gunnarsdóttir    | Rosengård Wolfsburg |
| 2017 | Sara Björk Gunnarsdóttir    | Wolfsburg           |
| 2018 | Sara Björk Gunnarsdóttir    | Wolfsburg           |
| 2019 | Sara Björk Gunnarsdóttir    | Wolfsburg           |

Fonte:

## Classifica

### Calciatrici

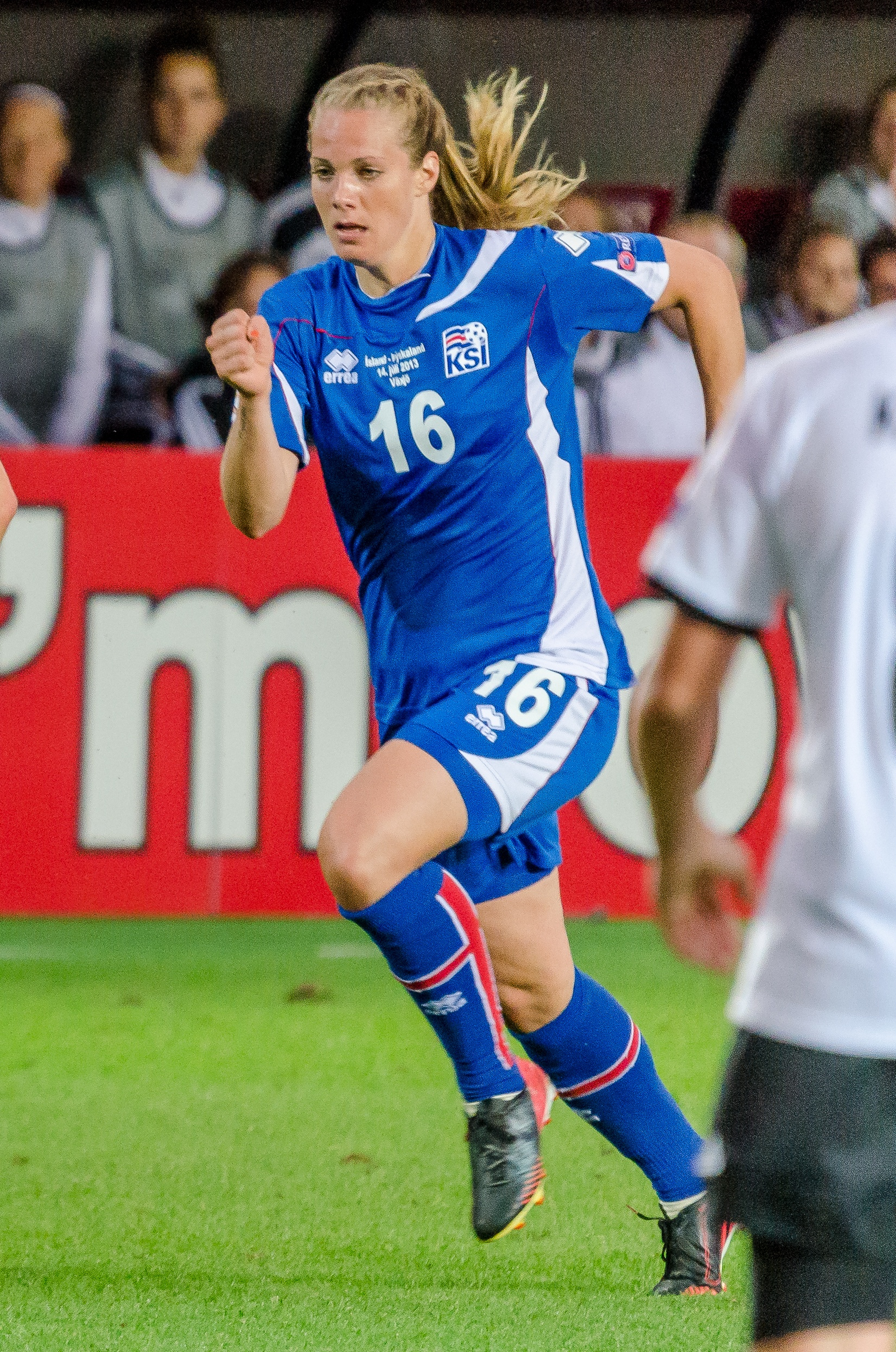
Harpa Þorsteinsdóttir, premiata per la prima volta nel 2014.

| Nome                        | Premi | Anni                         |
| --------------------------- | ----- | ---------------------------- |
| Margrét Lára Viðarsdóttir   | 5     | 2004, 2006, 2007, 2008, 2011 |
| Sara Björk Gunnarsdóttir    | 4     | 2013, 2015, 2016, 2017       |
| Ásthildur Helgadóttir       | 3     | 2002, 2003, 2005             |
| Guðrún Jóna Kristjánsdóttir | 1     | 1997                         |
| Katrín Jónsdóttir           | 1     | 1998                         |
| Guðlaug Jónsdóttir          | 1     | 1999                         |
| Rakel Ögmundsdóttir         | 1     | 2000                         |
| Olga Færseth                | 1     | 2001                         |
| Hólmfríður Magnúsdóttir     | 1     | 2010                         |
| Þóra Björg Helgadóttir      | 1     | 2012                         |
| Harpa Þorsteinsdóttir       | 1     | 2014                         |

### Squadre
| Squadra                          | Premi | Anni                         |
| -------------------------------- | ----- | ---------------------------- |
| KR Reykjavík                     | 5     | 1997, 1999, 2001, 2002, 2003 |
| Malmö FF Dam/LdB Malmö/Rosengård | 5     | 2005, 2012, 2013, 2015, 2016 |
| Valur                            | 3     | 2006, 2007, 2008             |
| Kolbotn                          | 2     | 1998, 2009                   |
| Wolfsburg                        | 2     | 2016, 2017                   |
| Breiðablik                       | 1     | 2000                         |
| ÍBV Vestmannæyja                 | 1     | 2004                         |
| Philadelphia Independence        | 1     | 2010                         |
| Kristianstads                    | 1     | 2011                         |
| Stjarnan                         | 1     | 2014                         |